# Etheridge Shire
Etheridge Shire är en kommun i Australien. Den ligger i delstaten Queensland, omkring 1 400 kilometer nordväst om delstatshuvudstaden Brisbane. Antalet invånare var 799 vid folkräkningen 2016.
Följande samhällen finns i Etheridge:
- Georgetown